# 自転車技士
自転車技士（じてんしゃぎし）とは、経済産業省の後援により実施されている日本の民間資格で、自転車の組立、検査及び整備を行う自転車専門の技術者である。

## 概要
平成17年、自転車の組立整備に起因する事故防止のため、従来の資格であった「自転車組立整備士」を「自転車技士」へ名称変更し、有効期限5年とする更新制度を導入する。
自転車技士は、サイクルショップなどで自転車を販売する際に、組立、検査、整備作業等を行い、自転車の安全性を保証する「JISマーク」、「SGマーク」、「BAAマーク」のついた自転車は、自転車技士が最終的な組立や点検調整を実施することが定められている。
試験は一般財団法人日本車両検査協会により実施されている。

## 受験資格
- 18歳以上
- 自転車の安全利用に関しての指導と自転車の点検整備について2年以上の実務経験があること。

## 試験内容

### 学科試験
自転車組立、検査及び整備に関する基礎知識が問われる。

### 実技試験
指定された仕様の新車(市販のスポーツ車またはマウンテンバイク)を7分組の状態から分解および組立が試される。

## 過去の実施状況
- 平成25年度
  - 受験者数 (実技 2024人)・(学科 1931人)
  - 合格者数 1220人
  - 合格率 55.6%
- 平成24年度
  - 受験者数 (実技 2421人)・(学科 2514人)
  - 合格者数 1828人
  - 合格率 68.0%
- 平成23年度
  - 受験者数 (実技 2243人)・(学科 2345人)
  - 合格者数 1493人
  - 合格率 58.9%
- 平成22年度
  - 受験者数 (実技 2071人)・(学科 2095人)
  - 合格者数 1232人
  - 合格率 54.1%
- 平成21年度
  - 受験者数 (実技 1921人)・(学科 1853人)
  - 合格者数 1185人
  - 合格率 58.5%
- 平成20年度
  - 受験者数 (実技 1600人)・(学科 1566人)
  - 合格者数 1140人
  - 合格率 65.8%
- 平成19年度
  - 受験者数 (実技 1480人)・(学科 1765人)
  - 合格者数 1280人
  - 合格率 65.2%
- 平成18年度
  - 受験者数 (実技 1485人)・(学科 1481人)
  - 合格者数 640人
  - 合格率 38.7%